# ブルース・バートン
ブルース・フェアチャイルド・バートン（Bruce Fairchild Barton, 1886年8月5日 - 1967年7月5日）は、アメリカ合衆国の作家、政治家。1924年に出版されアメリカでベストセラーになった書籍「誰も知らない男」（en:The Man Nobody Knows）の著者として有名。
テネシー州生まれ。1907年にアマースト大学を卒業した。
ウィスコンシン大学大学院で歴史学を学び、ニューヨークで広告代理店BDO、現在のBBDOを設立した。1937年から1940年まで連邦下院議員を務めた。